# Økosocialisme
 Der er for få eller ingen kildehenvisninger i denne artikel, hvilket er et problem. Du kan hjælpe ved at angive troværdige kilder til de påstande, som fremføres i artiklen.

Økosocialisme er en ideologisk retning, der kombinerer socialisme og økologisme. Grundtanken er, at økologiske problemer ikke kan løses uden at udfordre kapitalismen som system. I et ideelt økosocialistisk system, har producenterne således genvundet kontrol over produktionsmidlerne, og naturens grænser for produktionsvækst respekteres. Naturen gives en egenværdi og respekt. Økosocialisterne hævder, at al socialistisk ideologi, der ikke respekterer naturen, er værdiløs.
Produktionen i et økosocialistisk samfund er udført af en fri arbejdsstyrke, der lægger en økocentrisk bevidsthed til grund for sit virke. Dette betyder, at arbejderne ejer deres egen arbejdskraft, og at arbejderne selv styrer og bestemmer over både arbejde og arbejdsplads på en demokratisk måde. Dette kan gøres gennem for eksempel arbejderstyrede virksomheder, eller kooperativer.